# Elachista eurychora
Elachista eurychora är en fjärilsart som beskrevs av Edward Meyrick 1919. Elachista eurychora ingår i släktet Elachista och familjen gräsmalar. Inga underarter finns listade i Catalogue of Life.